# Стара сграда на Философския факултет на Солунския университет
Идадието или Старата сграда на Философския факултет на Солунския университет (на гръцки: Το παλαιό κτήριο της Φιλοσοφικής Σχολής του Α.Π.Θ., Παλαιά Φιλοσοφική Σχολή) е историческа постройка в град Солун, Гърция.

## Местоположение
Сградата е разположена в комплекса на Солунския университет, на улица „Етникѝс Амѝнис“ (на гръцки: "Εθνικής Αμύνης", бивша „Василисис Софияс“ (на гръцки: "Βασιλίσσης Σοφίας"), а в османско време „Хамидие“).

## История

### Османско училище
Сградата е построена от османската държава за основаното в 1886 година солунско държавно училище – идадие. Изградена е на улица „Хамидие“, отворена след събарянето на източните стени на града. Това е първата постройка в Солун, възложена на италианския архитект Виталиано Позели, за което той е изпратен от Цариград през 1886 година. Строежът на училището започва в 1887 година и в 1888 година идадието се нанася в новата сграда. В първоначалния си вид училището е триетажна сграда със стена, заобикаляща парцела му. Отзад има малка помощна сграда. При откриването си сградата има 42 класни стаи за над 200 ученици и около 30 учители.
В 1908 година, поради нарасналия брой ученици, министерството на образованието разрешава разширяване на сградата и са добавени две двуетажни флангови крила. Същата година в сградата е открито турско висше училище за обучение на висши служители, главно съдебни служители.
През есента на 1912 година, по време на Балканската война, в сградата са разположени българските части. При избухването на Междусъюзническата война, на 17 юни 1913 година гръцките военни изпращат ултиматум с искане българските войници да се предадат. След отказа им, сградата е обкръжена от гръцки войници и критска жандармерия. Гърците се прикриват в сградите в парка „Меленико“ и зад паметниците на еврейските гробища, които се простират зад училището. Сградата пострадва силно при избухналото сражение.

### Гръцка болница
След като Солун попада в Гърция, в сградата е настанена Втора военна хирургична болница. По време на Първата световна война броят на ранените е така голям, че болницата не може да ги поеме и се налага да използва съседния стадион на „Ираклис“ за разполагане на палатки. Военната болница се помещава в сградата до 1927 година.

### Гръцко училище
В 1927 година в сградата от първоначалното си седалище Вила Алатини е преместен Солунският университет – първоначално Философският факултет, след това катедрата по горите на Физическия факултет, а на следващата година Факултетите по физика, математика и селското стопанство и по-късно и Училището по право и икономика. Съответно сградата е непрекъснато обновявана и разширявана – на страничните крила е добавен трети етаж, построено е задно крило, в което е аулата, а приземието е превърнато в химически лаборатории. Така сградата придобива окончателния си вид през 1932 година. Повечето от интервенциите са дело на архитектите Александрос Драгумис, Йоанис Димитриадис и Анастасиос Матексас. На фасадата на сградата пише „ΜΟΥΣΑΙΣ ΧΑΡΙΣΙ ΘΥΕ“, Жертвай за музите и харитите, надпис, дело на Харитон Харитонидис (1878 – 1954), декан от 1928 – 1929 до 1938 – 1939 година и първи професор по старогръцки език в университета. По време на Втората световна война е използвана от германците като военна болница, а на университета е оставена само аулата и химическите лаборатории. След войната сградата е върната на Солунския университет и в нея е разположен Философският му факултет. В 1961 година спомагателните сгради по границата с игрището на „Ираклис“ са съборени, за да се отвори място за площад „Химия“. На юг зад сградата няколко години има стадион на ПАОК. Сградата пострадва от Солунското земетресение в 1978 година. Напълно е обновена в 1986 година.